# مانسفيلد بارك

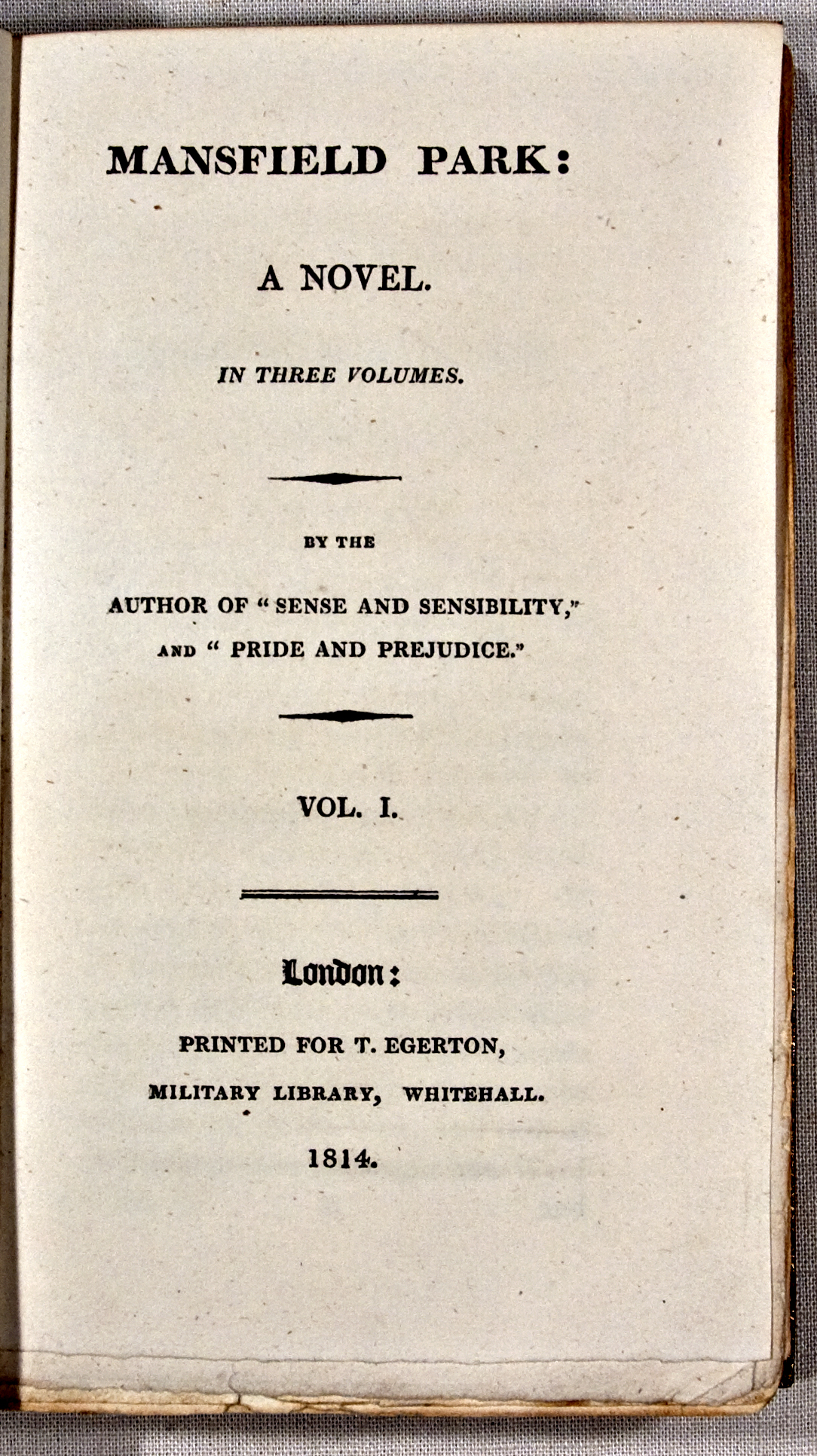
مانسفليد بارك

مانسفيلد بارك هي الرواية الثالثة لجاين أوستن، والتي كتبت في كوخ Chawton في الفترة ما بين فبراير 1811 و1813. وقد نشرت في مايو 1814 من قبل توماس إجيرتون، الذي كان قد نشر روايتين سابقتين لجين اوستن، العقل والعاطفة ورواية كبرياء وتحامل. عندما وصلت الرواية طبعتها الثانية عام 1816، اتخذ جون موراي مسؤولية النشر، والذي نشر فيما بعد رواية إيما. تعتبر مانسفيلد بارك ملحمة اخلاقية استثنائية. [بحاجة لمصدر]

## حبكة الرواية
يتم وضع أحداث القصة في قالب حركي بزواج ثلاث شقيقات. سيدة بيرترام والتي تتزوج بشكل جيد للغاية من البرونت الثري السير توماس برترام، في حين تتزوج السيدة نوريس أحد رجال الدين، والذين أعطيت لهم حرية المعيشة في بيت الكاهن أو القسيس المحلي من خلال السير توماس. وهذا ما سمحي للعائلة العيش بشكل مريح، دون الكثير من البذخ. الأخت الثالثة، السيدة برايس، تتزوج من ملازم بحري والذي أصيب بعد ذلك في معركة وغادر مع معاش ضئيل، بالكاد يكفي لإعالة اسرة من تسعة أطفال. السيدة نوريس، تتمنى دائما الظهور بمنظر السيدة الفاضلة، وتقترح السيدة بيرترام ان تاخذ واحد من الأطفال للعيش معها في مانسفيلد بارك. اختاروا الابنة الكبرى فاني برايس، بطلة الرواية. وهكذا، في سن العاشرة، أرسلت فاني للعيش مع أقاربها الأثرياء في مانسفيلد بارك.
لم تكن حياة فاني الجديدة كما تمنتها. فالعمة نوريس الحيوية والتي كانت مؤيدة بشدة خطة جلب فاني عندما اقترحت لأول مرة، أصبحت بمرور الوقت اقل اهتماماوتفعل القليل للاهتمام بفاني. فلا شئ إلا الإشارة الدائمة للمتاعب التي تسببها فاني.وبالرغم من ان فاني في صحة سيئة الا ان العمة نوريس ترفض وضع موقد النار في غرفتها.
تكبر فاني وتترعرع في مانسفيلد بارك مع اولاد عمها الاربعة الأكبر سنا، توم (17)، إدموند (16)، ماريا (13)، وجوليا (12)، ولكنها كانت دائما تُعامل بطريقة سيئة وكانها غير مرغوب فيها، الا ان ادموند هو الوحيد الذي يظهر لٌطفا حقيقيا، وهو أيضا الأفضل هيئه من بين اشقائه. ماريا وجوليا مدللتان، بينما توم مقامر غير مسؤول.

## الشخصيات
- فاني برايس، ابنة أخت العائلة في مانسفيلد بارك، من عائلة فقيرة.
- سيدة بيرترام، عمة فاني. متزوجة من السير توماس بيرترام الثري، وهي واحدة من بين ثلاث أخوات من عائلة وارد، والأخريات هن السيدة نوريس ووالدة فاني، السيدة برايس.
- السيدة نوريس، الأخت الكبرى للسيدة بيرترام، التي كان زوجها كاهنًا محليًا حتى وفاته.
- السير توماس بيرترام، باروني وزوج خالة فاني، مالك عقار مانسفيلد بارك وواحد في أنتيغوا.
- توماس بيرترام، الابن الأكبر للسير توماس والسيدة بيرترام، أكبر من فاني بسبع سنوات.
- إدموند بيرترام، الابن الأصغر للسير توماس والسيدة بيرترام، الذي يخطط لأن يصبح رجل دين، أكبر من فاني بست سنوات.
- ماريا بيرترام، الابنة الكبرى للسير توماس والسيدة بيرترام، أكبر من فاني بثلاث سنوات.
- جوليا بيرترام، الابنة الصغرى للسير توماس والسيدة بيرترام، أكبر من فاني بعامين.
- الدكتور جرانت، شاغل منصب معين في مانسفيلد بارك بعد وفاة السيد نوريس.
- السيدة جرانت، زوجة السيد جرانت، والأخت غير الشقيقة لهنري وماري كروفورد.
- هنري كروفورد، شقيق الآنسة كروفورد والأخ غير الشقيق للسيدة جرانت.
- ماري كروفورد، أخت السيد كروفورد والأخت غير الشقيقة للسيدة جرانت.
- السيد روشورث، خطيب ماريا بيرترام، ثم الزوج.
- جون ييتس، صديق توم بيرترام.
- وليام برايس، الأخ الأكبر لفاني.
- السيد برايس، والد فاني، وهو ضابط في مشاة البحرية يعيش في بورتسموث.
- السيدة برايس، ولدت فرانسيس (فاني) وارد، والدة فاني.
- سوزان برايس، أخت فاني الصغرى.
- السيدة ستورنوواي، سيدة مجتمع، متواطئة في مغازلة كروفورد وماريا.
- السيدة روشورث، والدة السيد روشورث وحماة ماريا.
- بادلي، كبير الخدم في مانسفيلد بارك.

## روابط خارجية
- مانسفيلد بارك على موقع الموسوعة البريطانية (الإنجليزية)